# Brixia tincta
Brixia tincta är en insektsart som först beskrevs av Synave 1956.  Brixia tincta ingår i släktet Brixia och familjen kilstritar. Inga underarter finns listade i Catalogue of Life.